# Morning Sun (Iowa)
Morning Sun – miasto w Stanach Zjednoczonych, w stanie Iowa, w hrabstwie Louisa. Zgodnie ze spisem statystycznym z 2000 roku, miasto liczyło 872 mieszkańców.